# Journées cinématographiques de Carthage 2015
Les Journées cinématographiques de Carthage 2015, 26e édition du festival, se déroulent du 21 au 28 novembre 2015.

## Déroulement et faits marquants
À partir de 2015, le festival se déroule tous les ans, et non plus tous les deux ans.

## Jury
- Noureddine Saïl (en), scénariste et critique de cinéma
- Abel Jafri, réalisateur
- Anissa Barrak, spécialiste de communication stratégique
- Leïla Shahid, diplomate
- Marcela Said, réalisatrice
- Newton Aduaka, réalisateur
- Ousamma Faouzi (ar), réalisateur

## Sélection
- Much Loved de Nabil Ayouch
- L'Orchestre des aveugles de Mohamed Mouftakir
- Out of the Ordinary de Daoud Abdel Sayed
- Letter to the King de Hisham Zaman
- Le Puits de Lotfi Bouchouchi
- Madame Courage de Merzak Allouache
- Al Tarik (en) de Rana Salem
- Dégradé d'Arab et Tarzan Nasser
- À peine j'ouvre les yeux de Leyla Bouzid
- Les Frontières du ciel de Farès Naânaâ
- O Ka de Souleymane Cissé
- Necktie Youth de Sibs Shongwe-La Mer (en)
- La Rivière sans fin d'Oliver Hermanus
- Dicta shot de Mokhtar Ladjimi
- Things of the Aimless Wanderer de Kivu Ruhorahoza
- Difret de Zeresenay Berhane Mehari
- L'Œil du cyclone de Sékou Traoré

## Palmarès
Le palmarès est le suivant :
- Tanit d'or : L'Orchestre des aveugles de Mohamed Mouftakir
- Tanit d'argent : La Rivière sans fin d'Oliver Hermanus
- Tanit de bronze : À peine j'ouvre les yeux de Leyla Bouzid
- Prix du jury : Much Loved de Nabil Ayouch
- Prix du meilleur scénario : Letter to the King de Hisham Zaman
- Prix de la meilleure interprétation masculine : Adlane Djemil dans Madame Courage
- Prix de la meilleure interprétation féminine : Maimouna N'Diaye dans L'Œil du cyclone
- Tanit d'or pour les courts métrages : Diaspora d'Alaeddin Abou Taleb
- Tanit d'argent pour les courts métrages : Terremere de Aliou Sow
- Tanit de bronze pour les courts métrages : Lmuja d'Omar Belkacemi
- Tanit d'or pour les longs métrages documentaires : Dans ma tête un rond-point de Hassen Ferhani
- Tanit d'argent pour les longs métrages documentaires : Homeland : Irak année zéro d'Abbas Fahdel
- Tanit de bronze pour les longs métrages documentaires : Queens of Syria de Yasmin Fedda
- Prix Carthage ciné promesse : Cevirmen de Kayis Emre
- Tanit d'or pour la première œuvre (prix Tahar-Cheriaa) : Dans ma tête un rond-point de Hassen Ferhani
- Prix TV5 Monde : À peine j'ouvre les yeux de Leyla Bouzid et Necktie Youth de Sibs Shongwe-La Mer (en)